# Katjas äventyr
Katjas äventyr (danska: Falkehjerte) är en dansk familjefilm från 1999 i regi av Lars Hesselholdt efter ett manus av Hesselholdt, Tine Rud Mogensen och Pascal Lonhay.
Filmen hade biopremiär i Danmark den 8 oktober 1999 och i Sverige 31 mars 2000. Filmen har också visats på TV 1000 under titeln Falkhjärta.

## Handling
Katja är en flicka på nio år som älskar falkar. Hon sitter mycket hemma och läser om dem då hennes föräldrar mest är upptagna med att arbeta. En dag när hon är ute och spanar efter falkar i regnet slår hittar hon en skadad falk. För att skydda falken tar hon skydd i en lastbil och somnar där. Katja vaknar inte förrän lastbilen stannar framme i Italien.

## Rollista
- Fanny Louise Bernth – Katja
- Christina Ibsen – Katjas mamma
- Henrik Rasmussen – Katjas pappa
- Stefan Jürgens – taxichaufför
- Alessandro Haber – Don Fanucci
- Loris Tocci – Francesco
- Raimondo Guida – Paolo
- Simone La Vecchia – Mauro
- Mirko Casaburo – Carlo
- Lina Sastri – Mama
- Sebastian Jessen – grannpojke
- Kristian Emdal – grannpojke
- Sasia Mølgaard – grannflicka
- Aksel Leth – Kasper
- Ramona Prisco – Daniela
- Søs Fenger – sångare

## Mottagande
Filmen mottog blandade betyg av svenska recensenter. Den kritiserades bland annat för att ha ett alltför långsamt tempo och dålig struktur men fick beröm för Fanny Bernts insats som Katja.
Svenska Dagbladets recensent Carl-Johan Malmberg beskrev den dock som "en på många sätt charmig film" som "Ibland känns [...] litet för snäll och uddlös".
Desto positivare inställd var Sydsvenskans recensent Boel Gerell som förvisso påpekade att det gick att hitta åtskilliga brister i manuset men att de lätt "överbryggas [...] av den värme och charm som berättelsen trots allt rymmer" och drog paralleller till Stefan Jarls film Jag är din krigare och Anderssonskans Kalle.